# Zabełków
Zabełków est une localité polonaise de la gmina de Krzyżanowice, située dans le powiat de Racibórz en voïvodie de Silésie.

## Personnalités liées à la localité
- Józef Rymer, mineur, activiste social et politicien polonais, y est né.